# Actinostreon gregareum
Espèce
Actinostreon gregareum, anciennement appelée Lopha gregarea Röding, 1798), est une espèce éteinte de mollusques de la famille des ostréidés (huîtres vraies).
Elle a vécu au cours du Jurassique supérieur à l'Oxfordien, il y a environ 160 Ma (millions d'années).

## Répartition
L'espèce est connue en Europe, en Arabie, au Pakistan et au Tibet.
En France, on retrouve Lopha gregarea, dans les argiles du site des Falaises des Vaches Noires, ainsi que dans la Vallée de la Meuse.